# بدایع الازمان فی وقایع کرمان
بدایع الازمان فی وقایع کرمان اثر افضل‌الدین کرمانی که در پایان قرن ۶ هجری نوشته و به تاریخ افضل معروف شده و به گمان در ۶۰۶ هجری پایان یافته‌است، اطلاعات گستردهای دربارهٔ جغرافیای کرمان و بخش‌های گوناگون آن دربردارد و با توصیف بناهای شهرهای مهم آن سامان، به روایت چکیدهای از تاریخ آنجا از دوران پیش از اسلام و فتح شدنش بر دست مسلمانان و روزگار چیرگی صفاریان و آل‌الیاس و غزنویان و دیالمه آل‌بویه و سلجوقیان بر آن می‌پردازد و از انقلاب‌های مردم کرمان پس از سلجوقیان و تسلط ملک دینار و عجم‌شاه و فرخ شاه، پسران ملک دینار و تسلط ملوک شبانکاره و اتابکان فارس و عاملان خوارزمشاهیان بر کرمان نیز گزارش می‌دهد.